# Ennemond Gaultier
Pour les articles homonymes, voir Gaultier.
Ennemond Gaultier, dit « Gautier le Vieux » ou « Gaultier de Lyon » (Villette, 1575 - Les Nèves, 11 décembre 1651) est un luthiste et compositeur français. 

## Biographie
Fils d'une famille de notables, Ennemond Gaultier, dit le Vieux Gaultier ou Gaultier de Lyon, voit le jour à Villette-Serpaize, près de Vienne en Dauphiné, vers 1575. À l'âge de sept ans, il devient page chez Dame de Monsmorency, qui lui ouvrit les portes de la cour de France. Il fait probablement son apprentissage entre Toulouse et Pézenas. 
Ennemond Gaultier devient alors l'un des maîtres de l'école française de luth du XVIIe siècle. Au service de Marie de Médicis, il s'est fait une importante renommée en tant que compositeur et professeur de luth. Il n'a pas publié de son vivant, mais de nombreuses pièces ont été conservées, parfois confondues avec les compositions de son cousin, Denis Gaultier.
Parmi ses œuvres les plus célèbres on peut citer le tombeau de Mezangeau (Allemande) 
la Belle Homicide (Courante), ou encore les Canaries du Vieux Gaultier qui sont devenues des pierres angulaires du répertoire de luth baroque français à 11 chœurs.